# Obiteljsko stablo
Obiteljsko stablo prikazuje povijest obiteljske loze a sastavljeno je od imena i prezimena potomstva osobe ili drugog živog bića. 
Prikaz obiteljskog stabla osobe ili obitelji je dio rodoslovlja. 

## Vanjske poveznice
- Rodoslovlje.hr